# Hybalus kocheri
Hybalus kocheri är en skalbaggsart som beskrevs av Rudolph Petrovitz 1964. Hybalus kocheri ingår i släktet Hybalus och familjen Orphnidae. Inga underarter finns listade i Catalogue of Life.